# Rivière Opawica
Pour les articles homonymes, voir Opawica.
La rivière Opawica est un affluent de la rivière Waswanipi, laquelle est un affluent du lac Matagami qui se déverse à son tour dans la rivière Nottaway qui se déverse dans le sud de la Baie James. La rivière Opawica coule dans la municipalité de Eeyou Istchee Baie-James, en Jamésie, dans la région administrative du Nord-du-Québec, au Québec, au Canada.
La foresterie constitue la principale activité économique du secteur. Les activités récréotouristiques arrivent en second, notamment grâce à ce grand plan d’eau navigable.
La partie nord et Ouest du bassin versant du lac Opawica est accessible grâce à la route forestière route 113 reliant Chibougamau à Lebel-sur-Quévillon. Une route forestière qui dessert la rive sud, Est et Nord des lacs Opawica et Wachigabau, se relie par le nord à la route 113. La partie ouest du versant est aussi accessible grâce au chemin de fer du Canadien National qui passe entre ces deux derniers lacs. La partie intermédiaire du versant est accessible par la route forestière R1051 (venant du nord). La partie supérieure de la rivière est surtout accessible par la route R1032 (venant du sud).
La surface de la rivière Opawica est habituellement gelée du début novembre à la mi-mai, toutefois la circulation sécuritaire sur la glace se fait généralement de la mi-novembre à la mi-avril.

## Géographie
La rivière Opawica prend sa source à l'embouchure du lac Gabriel (rivière Opawica) (longueur : 8,0 km ; altitude : 392 m). Ce plan d'eau est situé à l'extrémité Est de la région administration du Nord-du-Québec. Dans ce secteur, la ligne de séparation des eaux qui est situé du côté est du lac, correspond approximativement à la ligne de séparation entre les municipalités régionales de comté (MRC) de Le Domaine-du-Roy et Eeyou Istchee Baie-James.
Les bassins versants voisins de la rivière Opawica sont :
- côté nord : rivière Chibougamau, rivière Obatogamau ;
- côté est : rivière Normandin, lacs Obatogamau, Lac à l'Eau Jaune, lac Rohault, lac Poutrincourt ;
- côté sud : réservoir Gouin, rivière Wetetnagami, rivière Mégiscane, lac Mesplet ;
- côté ouest : lac Waswanipi, rivière Waswanipi, rivière O'Sullivan, Petite rivière Waswanipi.

La rivière Opawica s'approvisionne en eau notamment de trois lacs contigues : lac Father (lac Doda), lac Doda et lac du Guesclin. La rivière Saint-Cyr (rivière Opawica), coulant vers le nord, se déverse au fond d'une baie de la rive sud du lac Doda. Ce dernier lac reçoit également les eaux du Lac du Bras Coupé, du lac des Vents (rivière Opawica), du lac Caopatina, du lac Surprise (rivière Roy) et de la rivière de l'Aigle (lac Doda).
À partir de l'embouchure du lac Gabriel (lac de tête), la rivière coule sur 225,2 km selon les segments suivants :
Cours supérieur de la rivière Opawica (segment de 97,5 km)
Cantons de : De Grisafy, de Gamache, de Hazeur, de Rasles, de Lescure, de Druillettes, de Gradis.
- 24,8 km vers le nord-ouest et en traversant le lac d'Eu (longueur : 2,6 km ; altitude : 367 m) sur 2,1 km jusqu'à son embouchure ;
- 5,9 km vers le nord-ouest en formant deux grandes courbes et en traversant un lac non identifié (altitude : 365 m), jusqu'à la rive est du Lac Caopatina ;
- 9,5 km vers le nord-ouest, en traversant le lac Caopatina (longueur : 16,7 km ; altitude : 365 m), jusqu'à son embouchure ;
- 14,7 km vers l'ouest, en traversant le lac des Vents (rivière Opawica) (longueur : 15,4 km ; altitude : 343 m), jusqu'à son embouchure ;
- 8,4 km vers le sud-ouest, en traversant le lac Rane (longueur : 5,7 km ; altitude : 345 m) sur 3,7 km, jusqu'à son embouchure ;
- 3,0 km vers le sud-ouest, en traversant le lac de la Baie (longueur : 7,4 km ; altitude : 344 m), jusqu'à son embouchure ;
- 20,3 km vers le nord, puis le sud-ouest, en traversant le lac du Bras Coupé (longueur : 21,7 km ; altitude : 343 m) lequel a la forme d'un U, jusqu'à son embouchure ;
- 10,9 km vers le sud-ouest, jusqu'à la rive est du lac Doda ;

Cours intermédiaire de la rivière Opawica (segment de 51,5 km)
Cantons : De Gradis, de Guesclin, de Guercheville, de La Ronde.
- 12,8 km vers l'ouest, en traversant le lac Doda (longueur : 29,4 km ; altitude : 338 m) où le courant contourne la péninsule de la Tour par le nord ;
- 8,0 km vers le nord-ouest, en traversant le lac Françoise (rivière Opawica) (altitude : 338 m) sur sa pleine longueur ;
- 3,2 km vers l'ouest, en traversant le lac Du Guesclin (longueur : 3,2 km ; altitude : 338 m) ;
- 4,4 km vers le nord-ouest, jusqu'à la limite du canton de Guercheville ;
- 11,3 km vers l'ouest dans le canton de Guercheville, jusqu'à la limite du canton de La Ronde ;
- 4,4 km vers l'ouest, puis le nord-ouest, jusqu'à la rive sud du lac La Ronde ;
- 3,4 km vers le nord, en traversant le lac La Ronde (longueur : 7,1 km ; altitude : 312 m) ;
- 4,0 km vers le sud-ouest, jusqu'à la rive est du lac Lessard ;

Cours inférieur de la rivière Opawica (segment de 76,2 km)
Cantons : De la Ronde, de l'Espérance et de Gand.
- 10,3 km vers le sud-est, en traversant sur sa pleine longueur le lac Lessard (altitude : 304 m) dont la forme ressemble à un croissant ;
- 0,4 km vers le sud, en traversant des chutes ;
- 22,6 km vers l'est, en traversant le lac Lichen (rivière Opawica) (longueur : 30,0 km ; altitude : 302 m) ;
- 19,5 km vers le nord-est, en traversant le lac Wachigabau (longueur : 31,5 km ; altitude : 302 m) ;
- 8,9 km vers le nord-ouest, en traversant le lac Opawica (longueur : 17,1 km ; altitude : 301 m) en contournant l'île au Goéland ;
- 7,6 km vers le nord-est, jusqu'à un pont situé dans un coude de rivière ;
- 6,9 km vers le nord-ouest, jusqu'à son embouchure.

À partir du barrage à l’embouchure du lac Opawica, le cours de la rivière Opawica coule sur 14 km d’abord vers le nord-est jusqu’à un coude de rivière, puis vers le nord-ouest jusqu’à sa confluence avec la rivière Chibougamau. Ce point de confluence de ces deux rivières devient la tête de la rivière Waswanipi.
L'embouchure de la rivière Opawica est situé à 81 km à l'ouest du village de Chapais et 118 km à l'est de Matagami. Des rapides sont situés à 5 km en amont de l'embouchure de la rivière Opawica, et 1,6 plus en amont, il y a la chute à l'Esturgeon où la rivière fait un coude à 90 degrés, venant du sud pour s'orienter vers l'ouest. La Petite rivière Waswanipi se déverse sur la rive sud de la rivière Opawica à 0,5 km de l'embouchure de cette dernière.

## Toponymie
Le terme Opawica est associé au lac, à l'île et à la rivière.
Le toponyme rivière Opawica a été officialisé le 5 décembre 1968 à la Banque des noms de lieux de la Commission de toponymie du Québec.